# Les Sucettes
Singles de France Gall
Faut-il que je t'aime
(1966) Quand on est ensemble
(1966)
Les Sucettes est une chanson écrite par Serge Gainsbourg pour France Gall en 1966.
Cette chanson est principalement connue pour ses deux niveaux de lecture : l'un décrit la scène innocente d'une fillette, Annie, friande de sucettes qu'elle va acheter au drugstore, l'autre décrit implicitement une fellation, ce qui aurait pu valoir à la chanson d'être censurée, comme l'a été le titre Je t'aime... moi non plus pour les mêmes raisons.
Le single n'a toutefois pas rencontré un énorme succès, se vendant à moins de 50 000 exemplaires.
Serge Gainsbourg a repris cette chanson dans l'album Jane Birkin - Serge Gainsbourg (1969).

## Fiche technique
- Titre original : Les Sucettes
- Paroles et musique : Serge Gainsbourg
- Interprète d'origine : France Gall sur le super 45 tours Philips 437-229 BE
- Arrangements et direction musicale : Alain Goraguer
- Orchestre :
  - Piano : Alain Goraguer
  - Guitare : Léo Petit
  - Basse : Pierre Michelot
  - Batterie : Christian Garros
- Producteur : Denis Bourgeois
- Année de production : 1966
- Enregistrement : studio Blanqui, Paris (13e arr.)
- Éditeur : Sidonie (catalogue Bagatelle)
- Parution : mai 1966
- Durée : 2 min 33 s

## Description
La chanson commence par la phrase « Annie aime les sucettes, les sucettes à l'anis ». D'un bout à l'autre, le texte possède deux niveaux de lecture. Le premier, anodin, décrit une fillette qui aime les sucreries, c'est notamment ce que répond France Gall à Serge Gainsbourg qui lui demande en 1967 dans l'émission télé Bouton rouge :
— SG : Expliquez-moi le texte des Sucettes.

— FG [elle soupire « pfff », avant de répondre] : C'est une petite fille qui aime bien les sucettes qu'elle achète au drugstore pour quelques pennies… Hein… Et puis… C'est tout, non ?

— SG : D'accord...

— FG : [faisant face au doute de Gainsbourg, elle réitère son interrogation] Hein ?

— SG : C'est épatant... [apparemment la réponse de France Gall n'est pas celle que Serge Gainsbourg attendait]
Le deuxième est la description d'une fellation. On note en particulier le sucre d'orge qui « coule dans la gorge d'Annie » (référence à l'éjaculation[réf. souhaitée]) et l'achat de sucettes avec des pennies (une unité monétaire britannique dont la prononciation /pɛ.ni/ serait semblable à celle de pénis s'il n'était pas de coutume de prononcer le s final de ce mot même au singulier). La chanson, notamment mise en image par Jean-Christophe Averty dans l'émission télévisée Au risque de vous plaire de 1966, ne montre que des sucettes de forme allongée (alors qu'il en existe également des rondes, par exemple) que des femmes sucent avec des regards équivoques.
Ce caractère provocateur est renforcé du fait qu'à l'époque l'interprète paraît beaucoup plus jeune que ses 18 ans.
Serge Gainsbourg a revendiqué ce double sens, notamment lors de son interview par Denise Glaser dans le magazine télévisé musical et dominical Discorama du 13 mars 1966 :
— Denise Glaser : Maintenant c’est vous qui leur fabriquez des sucettes. C’est même vous l’usine à sucettes.

— Serge Gainsbourg : Ah ! Mais elles sont au gingembre, mes sucettes…
Les chansons provocatrices deviennent dans les années qui suivent l'une des composantes de « l'image de marque » de Gainsbourg (par exemple Je t'aime… moi non plus en 1969 ou Lemon Incest en 1984). Quant à France Gall, elle a interprété la chanson en toute innocence, s'en tenant à la lecture au premier degré.
En 1968, France Gall est longuement interviewée par l’éditeur Philippe Constantin :
— Philippe Constantin : Le problème de l’interprète est important. Les Sucettes par Gainsbourg, ce sera forcément moins bon que par France Gall. Le message sera transmis par un érotomane notoire et le décalage saisissant entre la blonde innocence de l’interprète et le contenu de la chanson disparaissant, le résultat sera plus anodin. Comme disait Klossowski, Sade ne serait plus Sade s’il avait utilisé le langage de Bossuet dans ses descriptions.

— France Gall : Je l’ai enregistrée très, très, très innocemment. Contrairement à ce qu’on a pu dire. Je suis partie au Japon pendant que le disque sortait à Paris. Les programmateurs de radio ont hurlé : « Elle est complètement folle, elle va se ridiculiser ». Moi, je n’en savais rien. Et quand je suis revenue, je n’osais plus sortir de chez moi. Je n’osais plus faire de radio, plus de télé.

— Philippe Constantin : Vous voulez dire que vous n’aviez aucune idée du contenu réel de cette chanson ?

— France Gall : Absolument, oui. Mon imprésario, le coquin, le savait très bien. Mais il n’en a jamais rien dit. De toute façon, le public l’a prise lui aussi comme une chanson pour enfant.

— Philippe Constantin : Mais maintenant que vous savez, comment la chantez-vous ?

— France Gall : Mais exactement pareil, sans changer quoi que ce soit à mes intonations. Les mêmes mimiques, ce que je fais avec mes yeux… maintenant je sais… bon, d’accord.
Gilles Verlant écrit que Gainsbourg, pour entretenir la légende et le côté sulfureux de l’affaire, « prenait un malin plaisir à citer cette réplique [de France Gall] à un journaliste qui lui demandait » :
— Pourquoi ne chantez-vous plus Les Sucettes ?

Elle aurait répondu ce que Gainsbourg qualifiait de « mot admirable » :

— Ce n’est plus de mon âge.
C'est notamment le cas dans l'émission Sacrée Soirée « Spéciale Serge Gainsbourg » diffusée le 14 mars 1990 sur TF1.

Or, dans l’émission À vos souhaits de France Inter du 30 mars 1976, voici question et réponse authentiques enregistrées :
— Que pense France de ses anciens succès, tels que Charlemagne ou Les Sucettes ?

— Ce n’est plus de mon âge, Charlemagne, en tout cas.

## Classements
| Classement (1966)                       | Meilleure place |
| --------------------------------------- | --------------- |
| Belgique (Wallonie Ultratop 50 Singles) | 14              |

| Classement (2018) | Meilleure place |
| ----------------- | --------------- |
| France (SNEP)     | 124             |